# Обрушение подвесных галерей в отеле Hyatt Regency
Обрушение подвесных галерей в отеле «Hyatt Regency» — техногенная катастрофа, произошедшая в Канзас-Сити 17 июля 1981 года. В атриуме гостиницы две подвесные галереи обрушились на людей, пришедших на танцевальную вечеринку в стиле 40-х годов. В результате катастрофы погибли 114 человек, 216 человек получили ранения разной степени тяжести. До 2001 года это было самое смертоносное в истории США разрушение рукотворного объекта; больше людей погибло только во время обрушения южной башни Всемирного торгового центра в Нью-Йорке в 2001 году. Причиной катастрофы стали ошибки при проектировании конструкции галерей, вследствие которых крепления верхней галереи не выдержали веса конструкций и стоящих на галереях людей, прогнулись и разрушились.

## Предшествующие обстоятельства
Строительство 40-этажного Hyatt Regency в Канзас-Сити началось в мае 1978 года. Одним из самых серьёзных происшествий во время строительства было обрушение стеклянной крыши атриума площадью в 250 м2 14 октября 1979 года из-за неверной установки болтов, соединяющих потолочные панели со стальными балками. Несмотря на задержки и неудачи в ходе строительства, отель был официально открыт 1 июля 1980 года.
Одной из отличающих черт отеля было его лобби, над которым нависали три подвесные галереи, держащиеся на металлических стержнях с резьбой, прикрученных к потолку. Они были сделаны из стали, стекла и бетона и связывали между собой второй, третий и четвёртый этажи между северным и южным крылом. Проходы были примерно 37 м длиной и весили около 29 тонн. Переходы между вторым и четвёртым этажом были непосредственно друг над другом и, согласно проекту, висели на общих стержнях.

## Хронология событий

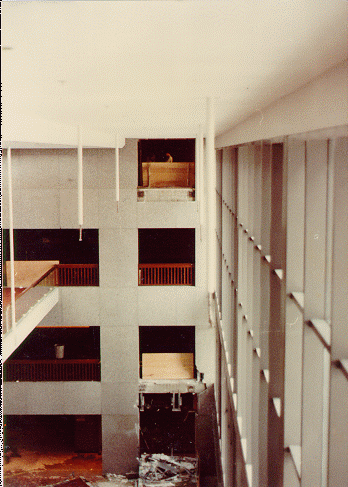
Место, где находились галереи

### Катастрофа
Вечером 17 июля 1981 года около 1600 человек собрались в атриуме гостиницы Hyatt Regency, чтобы принять участие в танцевальном конкурсе в стиле 40-х годов. Многие люди стояли на трех подвесных галереях. В 19:05, на галерее второго этажа (№ 1) стояло около 40 человек, на галерее четвёртого (№ 3) — от 16 до 20, многие из которых наблюдали за танцующими внизу, в холле, людьми. Галерея № 3 находилась непосредственно над галереей № 1, галерея третьего этажа (№ 2) находилась в нескольких метрах от других. Неожиданно крепления галереи № 3 прогнулись и разрушились, и галереи № 3 и № 1 рухнули на танцующих людей. В результате катастрофы погибло 111 человек и было ранено 216. Ещё 3 человека умерли по дороге в больницу, после чего общее число погибших достигло 114.

### Спасательная операция
Спасательная операция длилась 14 часов. В ней участвовало множество экстренных служб, в том числе 34 пожарные бригады и врачи из пяти местных больниц. Приехало много волонтёров, в том числе из строительных компаний и компаний-поставщиков отеля, привезя с собой множество необходимых инструментов, включая гидравлические домкраты. Группа быстрого реагирования на стихийные происшествия города Канзас-Сити была вызвана на место трагедии и привезла с собой экскаватор, которым были проломлены автоматические входные двери. Доктор Джозеф Уоекерл (англ. Joseph Waeckerle), бывший начальник службы экстренной медицинской помощи Канзас-Сити, руководил созданием временного морга на первом этаже, в атриуме гостиницы и помогал выносить тех, кто больше всего нуждался в медицинской помощи. Чтобы упростить работу спасателям, из гостиницы были эвакуированы те люди, которые могли самостоятельно ходить. Тем раненым, которым уже ничем нельзя было помочь, и которые сказали, что они вот-вот умрут, дали морфин. Часто спасателям приходилось расчленять тела погибших, чтобы найти и достать выживших среди обломков. Правая нога одной жертвы застряла под двутавровой балкой, и хирургу пришлось ампутировать её при помощи цепной пилы.
Одной из самых больших проблем в спасательной операции было то, что спринклерная система отеля была повреждена падающими галереями, и лобби заливалось водой из прорванных труб. Многие выжившие оказались в ловушке, над ними нависла угроза утопления. Так как трубы были связаны со специальными ёмкостями с водой, закрытыми для доступа, поток воды нельзя было остановить. Марк Уильямс (англ. Mark Williams)— последний человек, спасенный из-под завалов, провел более девяти с половиной часов, зажатый под галереей № 1, с вывернутыми из суставов ногами. Уильямс чуть не утонул, прежде чем начальник пожарной станции понял, что парадные двери отеля сдерживают воду в атриуме. По его приказу бульдозер выломал двери, и вода смогла вытечь на улицу. Таким образом угроза утопления была устранена. Чтобы откачивать воду за пределы отеля, над прорванной трубой был помещён пожарный рукав. Кроме того, лобби было заполнено бетонной пылью, и из-за этого видимость была очень низкой, что создавало дополнительные сложности спасателям.
В общей сложности, 29 человек были спасены из-под завалов.

## Расследование

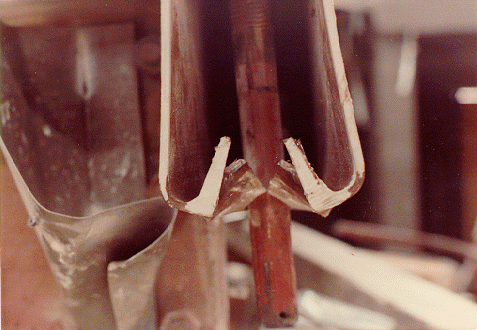
Поперечное сечение одной из балок галереи № 3.

Hyatt и Crown Center Redevelopment начали собственное расследование катастрофы. В это же время газетой «The Kansas City Star» был нанят инженер Уэйн Лишка (англ. Wayne G. Lischka) для проведения отдельного расследования. Через три дня после катастрофы Hyatt открыли доступ представителям СМИ в разрушенное лобби, при этом не допустив их до обломков галерей. С расстояния 30 м Лишке удалось запечатлеть на фотоаппарат разрушенный атриум гостиницы с обрушившимися галереями, а также подвешенные к потолку стержни. Через некоторое время, в Канзас-сити прилетают учёные из Национального института стандартов и технологий (NIST), во главе с Эдвардом Пфрангом (англ. Edward Pfrang). К тому времени владельцами отеля на товарный склад были вывезены все обломки.
Уэйн Лишка получил доступ к хранящимся в мэрии проектным чертежам компании Jack D. Gillum и Associates, которая занималась проектированием гостиницы и, в частности, конструкции подвесных переходов. Сравнив их с фотографиями, сделанными в атриуме, он находит незначительное, на первый взгляд, но очень серьёзное отличие: вместо того, чтобы подвесить галереи № 1 и № 3 друг над другом на общих стержнях, прикрепляемых к потолку, галерея № 1 была прикреплена к галерее № 3, которая, в свою очередь, была прикреплена к потолку. То есть крепления галереи № 3 должны были нести двойную нагрузку: вес галерей № 3 и № 1. Силы креплений едва хватало, чтобы выдерживать вес всей системы, а уж тем более дополнительный вес зрителей, танцевавших на галереях в тот вечер. Репортаж Лишки позже был опубликован в «Kansas City Times». После иска в окружной суд округа Джексон, поданного следователями NIST, доступ к обломкам был открыт, и следователям удалось их изучить.

Слева — исходный проект, справа — реальная конструкция креплений.

Две галереи были подвешены к потолку несколькими 32-миллиметровыми в диаметре стальными стержнями с резьбой таким образом, что галерея № 1 была непосредственно под галереей № 3. Галерея № 3 поддерживалась тремя поперечными балками с креплениями на концах, которые были соединены со стержнями при помощи болтов. Поперечные балки были коробчатого сечения, сделанные из сваренных вместе по длине швеллерных балок с полым пространством между ними. Оригинальный проект подразумевал три пары стержней, соединяющих крепления с потолком. Следователи установили, что галереи, построенные по такому проекту, могут удерживать только 60 % от минимальной нагрузки, необходимой по строительным нормам и правилам Канзас-Сити. Согласно этому проекту, каждая галерея должна была выдерживать в общей сложности вес 1280 человек.
Havens Steel Company, компания-производитель стержневых креплений, возражала против первоначального проекта компании Jack D. Gillum и Associates, так как в нём было указано, что стержни ниже четвёртого этажа должны быть с резьбой посередине. Резьба могла быть повреждена и непригодна для дальнейшего использования. Поэтому проект галерей был изменён ими таким образом, что вместо одного общего использовались два независимых комплекта стержней: один используется для соединения галереи № 3 с потолком, а другой — для соединения галерей № 3 и № 1.
Такое изменение конструкции оказалось катастрофическим. В первом проекте предусматривалось, что крепления галереи № 3 должны выдерживать только вес самой галереи, а вес галереи № 1 должен был поддерживаться собственными креплениями. Галереи должны были висеть на общих стержнях. По новому проекту их не было, вместо этого галерея № 1 прикреплялась стержнями непосредственно к галерее № 3, а та, в свою очередь, прикреплялась отдельными стержнями к потолку, то есть галерея № 3 должна была выдерживать вес обеих галерей. В таком случае галереи могли выдерживать только 30 % от предусмотренной строительными нормами нагрузки, а не 60 %, как предусматривалось первым проектом.
Серьезные недостатки пересмотренной конструкции ещё больше усугублялись тем, что по обоим проектам стержни прикреплялись болтами к коробчатой балке, сваренной из двух балок швеллерного сечения. На фотографиях обломков видны чрезмерные деформации поперечного сечения. Во время катастрофы балка разделилась вдоль сварного шва на две части, болты, поддерживающие галерею № 3, выскользнули, и она обрушилась вслед за первой.
Следователи пришли к выводу, что основным недостатком проектирования было отсутствие надлежащего сотрудничества между Jack D. Gillum and Associates и Havens Steel Company. В частности, чертежи, подготовленные Jack D. Gillum, были только предварительными эскизами, но были интерпретированы Havens Steel Company как завершенный проект. Jack D. Gillum and Associates не изучили первоначальный дизайн, не выполнили основные расчёты и не обнаружили серьёзные недостатки в конструкции — в частности, удвоение нагрузки на балки галереи № 3.
Впоследствии Уэйн Лишка был награждён Пулитцеровской премией за освещение местных новостей в 1982 году.

## Последствия
Инженеры Jack D. Gillum and Associates, одобрившие окончательный проект галерей, были осуждены Советом архитекторов, профессиональных инженеров и землеустроителей Миссури за халатность, неправомерное и непрофессиональное отношение к проектированию. Все инженеры были лишены своих лицензий в штатах Миссури и Техас и исключены из ASCE. Хотя с компании Jack D. Gillum и Associates были сняты обвинения в халатности, у неё отобрали лицензию на проектирование.
Пострадавшие в катастрофе подали иск против Hyatt. В общей сложности они отсудили у компании более 140 млн долларов США. Большую часть этих денег выплачивала Crown Center Corporation, дочерняя компания Hallmark Cards, владельца гостиничной недвижимости.
Трагедия в отеле Hyatt стала классической моделью для изучения инженерной этики и ошибок в проектировании, а также ликвидации последствий стихийных бедствий. Джек Д. Гиллум (англ. Jack D. Gillum), который был инженером-конструктором отеля Hyatt, поделился своим опытом на нескольких конференциях в надежде на предотвращение подобных ошибок в будущем.
После катастрофы лобби было восстановлено только с одной галереей на втором этаже. В отличие от предыдущих галерей, новая поддерживается несколькими колоннами под ней, а не подвешена к потолку. В результате, 3 и 4 этажи отеля оказались разделены на две несвязанные между собой зоны, и, чтобы перейти из одного крыла в другое, необходимо спускаться на 2 этаж здания.
Нескольким спасателям был нанесен значительный психологический урон, так что была организована неофициальная группа поддержки. Билл Оллман, один из спасателей, работавший с отбойным молотком в тот вечер, покончил жизнь самоубийством из-за стресса.
Отель был переименован в Hyatt Regency Crown Center в 1987 году, и, ещё раз, в Sheraton Kansas City at Crown Center в 2011 году. Здание было отремонтировано много раз, хотя лобби сохраняет тот же внешний вид и дизайн. В 2012 году владелец гостиницы объявил о смене бренда гостиницы, стоившего компании $ 13 млн.

### Память
В отеле трагедия никаким образом не увековечена. В 2008 году мемориальный фонд «Skywalk» объявил кампанию по сбору средств на строительство мемориального сада и фонтана в парке Washington Square в квартале от отеля. Hallmark Cards вложила $ 25 000 в проект, правительство Канзас-сити вложило $ 200 000. Однако позже было решено установить в парке мемориал Корейской войны, и в мае 2009 года городские власти заявили, что они рассматривают возможность размещения мемориала в парке Hospital Hill на пересечении 22-й стрит и Gillham Road. 17 июля 2011 года, в 30 годовщину катастрофы, мемориальный фонд Skywalk представил дизайн памятника, который будет установлен в парке Hospital Hill. Было дано официальное согласие Hyatt и Hallmark Cards на возведение мемориала. В 2011 году компания Hyatt Hotels сообщила мемориальному фонду Skywalk, что она не будет перечислять средства на строительство мемориала, потому что отель больше не находится под управлением «Hyatt» и теперь официально называется «Sheraton». Sheraton и её материнская компания, Starwood Hotels and Resorts Worldwide, пожертвовали $ 5000 на строительство памятника, заявив, что:

«Sheraton и Starwood с уважением относятся к глубоким связям между Канзас-Сити и этим отелем и хотят приложить больше усилий, чтобы почтить память жертв трагедии 1981 года».

## В культуре
Катастрофа в отеле «Hyatt Regency» была показана в 1-й серии 3-го сезона американского документального сериала «Секунды до катастрофы» под названием «Обрушение галерей».